# Okręg wyborczy Tamworth
Okręg wyborczy Tamworth powstał w 1563 r. i wysyłał do angielskiej, a następnie brytyjskiej, Izby Gmin dwóch deputowanych. W 1885 r. liczbę mandatów przypadających na okręg zmniejszono do jednego. Okręg został zlikwidowany w 1945 r., ale przywrócono go ponownie w 1997 r. Obejmuje on miasto Tamworth w hrabstwie Staffordshire.

## Deputowani do brytyjskiej Izby Gmin z okręgu Tamworth

### Deputowani w latach 1563–1660
- 1588–1589: Edward Devereux

### Deputowani w latach 1660–1885
- 1660–1661: Richard Newdigate
- 1660–1661: Thomas Fox
- 1661–1669: Amos Walrond
- 1661–1679: John Swinfen
- 1669–1670: John Ferrers
- 1670–1679: John Boyle, lord Clifford
- 1679–1681: Thomas Thynne
- 1679–1681: Andrew Hacket
- 1681–1689: Richard Howe
- 1681–1685: John Swinfen
- 1685–1698: Henry Gough
- 1689–1689: Henry Sydney
- 1689–1690: Henry Boyle
- 1690–1695: Michael Biddulph
- 1695–1708: Thomas Guy
- 1698–1699: John Chetwynd
- 1699–1701: Henry Gough
- 1701–1702: Henry Thynne
- 1702–1715: Joseph Girdler
- 1708–1710: Richard Swinfen
- 1710–1723: Samuel Bracebridge
- 1715–1722: William Inge
- 1722–1727: Francis Willoughby
- 1723–1727: Richard Swinfen
- 1727–1727: George Compton
- 1727–1734: William O’Brien, 4. hrabia Inchiquin
- 1727–1734: Thomas Willoughby
- 1734–1747: lord John Sackville
- 1734–1735: George Compton
- 1735–1741: Charles Cotes
- 1741–1742: John Floyer
- 1742–1747: Charles Cotes
- 1747–1756: Thomas Villiers, wigowie
- 1747–1748: Henry Harpur
- 1748–1768: Robert Burdett
- 1756–1765: George Villiers, wicehrabia Villiers
- 1765–1778: Edward Thurlow, torysi
- 1768–1768: William de Grey
- 1768–1774: Charles Vernon
- 1774–1780: Thomas de Grey
- 1778–1780: Anthony Chamier
- 1780–1796: John Courtenay
- 1780–1784: John Calvert I
- 1784–1790: John Calvert II
- 1790–1820: Robert Peel, torysi
- 1796–1802: Thomas Carter
- 1802–1812: William Loftus
- 1812–1818: lord Charles Vere Ferrers Townshend
- 1818–1830: William Yates Peel, torysi
- 1820–1835: Lord Charles Vere Ferrers Townshend
- 1830–1850: Robert Peel, Partia Konserwatywna
- 1835–1837: William Yates Peel, Partia Konserwatywna
- 1837–1847: Edward A’Court
- 1847–1847: William Yates Peel, Partia Konserwatywna
- 1847–1856: John Townshed
- 1850–1880: Robert Peel, Partia Liberalna
- 1856–1863: John Townshend, wicehrabia Raynham, Partia Liberalna
- 1863–1868: John Peel
- 1868–1871: Henry Bulwer, Partia Liberalna
- 1871–1872: John Peel
- 1872–1878: Robert Hanbury, Partia Konserwatywna
- 1878–1885: Hamar Alfred Bass, Partia Liberalna
- 1880–1885: Jabez Balfour, Partia Liberalna

### Deputowani w latach 1885–1945
- 1885–1909: Philip Muntz
- 1909–1917: Francis Newdegate
- 1917–1922: Henry Wilson-Fox
- 1922–1923: Percy Newson
- 1923–1929: Edward Iliffe, Partia Konserwatywna
- 1929–1935: Arthur Steel-Maitland, Partia Konserwatywna
- 1935–1945: John Mellor, Partia Konserwatywna

### Deputowani po 1997
- 1997–: Brian Jenkins, Partia Pracy